# Bruyères-le-Châtel
Bruyères-le-Châtel är en kommun i departementet Essonne i regionen Île-de-France i norra Frankrike. Kommunen ligger i kantonen Arpajon som tillhör arrondissementet Palaiseau. År 2022 hade Bruyères-le-Châtel 3 738 invånare.

## Befolkningsutveckling
Antalet invånare i kommunen Bruyères-le-Châtel
| Referens: INSEE |